# Acanthosaura prasina
Acanthosaura prasina — вид ящірок родини агамових (Agamidae). Описаний у 2020 році. 

## Поширення
Ендемік В'єтнаму. Поширений на Центральному нагір'ї.